# Poljska rokometna reprezentanca
Poljska rokometna reprezentanca je selekcija Rokometne zveze Poljske (Związek Piłki Ręcznej w Polsce), ki zastopa Poljsko na mednarodni ravni. Selektor reprezentance je Michael Biegler.

## Igralci

### Postava na EP 2010
Seznam igralcev, prijavljenih za nastop na Evropskem prvenstvu leta 2010 v Avstriji.
| Št.      | Ime in priimek     | Letnik rojstva | Višina (cm) | Klub                     |          |          |          |          |
| Vratarja | Vratarja           | Vratarja       | Vratarja    | Vratarja                 | Vratarja | Vratarja | Vratarja | Vratarja |
| -------- | ------------------ | -------------- | ----------- | ------------------------ | -------- | -------- | -------- | -------- |
| 1        | Sławomir Szmal     | 1978           | 190         | Rhein-Neckar Löwen       |          |          |          |          |
| 16       | Piotr Wyszomirski  | 1988           | 194         | KS Azoty Puławy          |          |          |          |          |
| Igralci  |                    |                |             |                          |          |          |          |          |
| 2        | Bartłomiej Jaszka  | 1983           | 184         | Füchse Berlin            |          |          |          |          |
| 3        | Krzysztof Lijewski | 1983           | 198         | HSV Hamburg              |          |          |          |          |
| 4        | Patryk Kuchczyński | 1983           | 182         | Vive Targi Kielce        |          |          |          |          |
| 5        | Mateusz Jachlewski | 1984           | 182         | Vive Targi Kielce        |          |          |          |          |
| 8        | Karol Bielecki     | 1982           | 201         | Rhein-Neckar Löwen       |          |          |          |          |
| 9        | Artur Siódmiak     | 1975           | 192         | TuS Nettelstedt-Lübbecke |          |          |          |          |
| 10       | Daniel Żółtak      | 1984           | 195         | Vive Targi Kielce        |          |          |          |          |
| 13       | Bartosz Jurecki    | 1979           | 193         | SC Magdeburg             |          |          |          |          |
| 14       | Mariusz Jurasik    | 1976           | 192         | Vive Targi Kielce        |          |          |          |          |
| 15       | Michał Jurecki     | 1984           | 202         | TuS Nettelstedt-Lübbecke |          |          |          |          |
| 19       | Tomasz Tłuczyński  | 1979           | 182         | TuS Nettelstedt-Lübbecke |          |          |          |          |
| 20       | Mariusz Jurkiewicz | 1982           | 196         | SDA San Antonio          |          |          |          |          |
| 22       | Marcin Lijewski    | 1977           | 197         | HSV Hamburg              |          |          |          |          |
| 32       | Tomasz Rosiński    | 1984           | 192         | Vive Targi Kielce        |          |          |          |          |

* Ažurirano: 19. januar 2010

## Uvrstitve na velikih tekmovanjih
Poljska rokometna reprezentanca je na mednarodnih turnirjih prvič nastopila na svetovnem prvenstvu v Nemčiji leta 1958. Prvi večji uspeh je bila bronasta medalja na olimpijskih igrah v Montrealu leta 1976, leta 2007 pa so na svetovnem prvenstvu v Nemčiji z osvojitvijo drugega mesta dosegli svoj največji uspeh.
| Leto | Olimpijske igre | Svetovna prvenstva | Evropska prvenstva |
| ---- | --------------- | ------------------ | ------------------ |
| 1936 |                 |                    |                    |
| 1958 |                 | 5.                 |                    |
| 1961 |                 | brez nastopa       |                    |
| 1964 |                 | brez nastopa       |                    |
| 1967 |                 | 12.                |                    |
| 1970 |                 | 14.                |                    |
| 1972 | 10.             |                    |                    |
| 1974 |                 | 4.                 |                    |
| 1976 | bron            |                    |                    |
| 1978 |                 | 5.                 |                    |
| 1980 | 7.              |                    |                    |
| 1982 |                 | bron               |                    |
| 1984 | brez nastopa    |                    |                    |
| 1986 |                 | 14.                |                    |
| 1988 | brez nastopa    |                    |                    |
| 1990 |                 | 11.                |                    |
| 1992 | brez nastopa    |                    |                    |
| 1993 |                 | brez nastopa       |                    |
| 1994 |                 |                    | brez nastopa       |
| 1995 |                 | brez nastopa       |                    |
| 1996 | brez nastopa    |                    | brez nastopa       |
| 1997 |                 | brez nastopa       |                    |
| 1998 |                 |                    | brez nastopa       |
| 1999 |                 | brez nastopa       |                    |
| 2000 | brez nastopa    |                    | brez nastopa       |
| 2001 |                 | brez nastopa       |                    |
| 2002 |                 |                    | 15.                |
| 2003 |                 | 10.                |                    |
| 2004 | brez nastopa    |                    | 16.                |
| 2005 |                 | brez nastopa       |                    |
| 2006 |                 |                    | 10.                |
| 2007 |                 | srebro             |                    |
| 2008 | 5.              |                    | 7.                 |
| 2009 |                 | bron               |                    |